# Euphyia productata
Euphyia productata là một loài bướm đêm trong họ Geometridae.